# Piccoli stati insulari in via di sviluppo

Mappa dei Piccoli stati insulari in via di sviluppo

I Piccoli stati insulari in via di sviluppo (Small Island Developing States - SIDS) sono un gruppo di paesi in via di sviluppo insulari che hanno in comune le sfide per lo sviluppo sostenibile. Sono caratterizzati dall'avere pochi abitanti ma in crescita demografica, risorse limitate, lontananza, predisposizione ai disastri naturali, vulnerabilità agli urti esterni, eccessiva dipendenza dal commercio internazionale e fragilità ambientale.
Il loro sviluppo è inoltre frenato dagli elevati costi di comunicazione, energia e trasporto, da volumi irregolari di trasporto internazionale, amministrazione pubblica e infrastrutture sproporzionatamente costose a causa delle loro piccole dimensioni e poca o nessuna possibilità di creare economie di scala.

## Storia
I Piccoli stati insulari in via di sviluppo sono stati riconosciuti per la prima volta come gruppo distinto di paesi in via di sviluppo alla Conferenza sull'ambiente e lo sviluppo delle Nazioni Unite tenutasi a Rio de Janeiro nel giugno 1992, conosciuta anche come Summit della Terra o Conferenza di Rio.
Il Barbados Programme of Action (BPoA) è stato presentato nel 1994 per assistere i Piccoli stati nei loro sforzi di sviluppo sostenibile.
L'Ufficio dell'Alto rappresentante delle Nazioni Unite per i paesi meno sviluppati, i paesi in via di sviluppo senza sbocco sul mare e i piccoli stati insulari in via di sviluppo (UN-OHRLLS), costituito nel 2001, rappresenta i gruppi di stati.

## Sostenibilità
Molti degli Stati comprendono la necessità di spostarsi verso economie a basse emissioni di carbonio e resilienti al clima, come stabilito nel piano di attuazione della Comunità Caraibica (CARICOM) per lo sviluppo resiliente ai cambiamenti climatici, e spesso fanno affidamento sui combustibili fossili importati, spendendo una quota sempre maggiore del loro PIL nelle importazioni di energia. Le tecnologie per le energie rinnovabili hanno il vantaggio di fornire energia a un costo inferiore rispetto ai combustibili fossili e di rendere i costi degli Stati più sostenibili.
Barbados ha avuto successo nell'adottare l'uso dei pannelli solari.
Una relazione pubblicata nel 2012 da Climate and Development Knowledge Network dimostrava che la sua industria dei pannelli vantava oltre 50 000 installazioni, consentendo ai clienti di risparmiare sino a 137 milioni di dollari dall'inizio degli anni 1970. La relazione suggeriva che l'esperienza di Barbados potrebbe essere facilmente replicata da altri Stati con elevate importazioni di combustibili fossili e abbondanti radiazioni solari.
Inoltre, l'attuazione dell'Obiettivo 14 per lo sviluppo sostenibile ha il potenziale per aumentare i benefici economici delle risorse marine degli Stati per mezzo dell'acquacoltura e del turismo responsabile.

## Cambiamento climatico
I piccoli stati insulari sono tra le regioni più vulnerabili ai cambiamenti climatici. A causa della loro vicinanza all'acqua, i SIDS sono particolarmente vulnerabili agli effetti marini dei cambiamenti climatici come l'innalzamento del livello del mare, l'acidificazione degli oceani, il riscaldamento degli oceani e l'aumento dell'intensità dei cicloni. Anche il cambiamento delle precipitazione potrebbe causare siccità. Molti cittadini dei piccoli stati insulari vivono vicino alle coste, il che significa che sono ad alto rischio di esposizione agli effetti del cambiamento climatico marino. Un'ulteriore vulnerabilità ai cambiamenti climatici deriva dalle loro economie: molti Stati hanno economie basate su risorse naturali, come il turismo, la pesca o l'agricoltura.Fenomeni come l'innalzamento del livello del mare, l'erosione delle coste e le forti tempeste hanno il potenziale per avere un grave impatto sulle loro economie.

## Elenco dei piccoli stati insulari
Nel 2020 il Dipartimento per gli affari economici e sociali delle Nazioni Unite elencava 52 piccoli stati insulari, raggruppati in tre regioni geografiche: Caraibi, Pacifico e Africa, Oceano Indiano, Mediterraneo e Mar Cinese Meridionale, compreso i Membri associati delle commissioni regionali. Ognuna di queste regioni ha un organismo di cooperazione regionale: la Comunità Caraibica, il Forum delle isole del Pacifico e la Commissione dell'Oceano Indiano, di cui molti dei piccoli stati insulari sono membri associati. Inoltre, la maggior parte, ma non tutti, dei piccoli stati insulari sono membri dell'Alleanza dei piccoli Stati insulari, con funzioni di gruppo di pressione e negoziazione all'interno delle Nazioni Unite.
| Caraibi                           | Pacifico                              | Africa, Oceano Indiano, Mediterraneo e Mar Cinese Meridionale (AIMS) |
| Anguilla 3, 4, 7                  | Samoa Americane 2, 6, 7               | Bahrein 3, 6                                                         |
| Antigua e Barbuda                 | Isole Cook 7                          | Capo Verde 6                                                         |
| Aruba 3, 5, 7                     | Micronesia                            | Comore 1                                                             |
| Bahamas                           | Figi                                  | Guinea-Bissau 1, 6                                                   |
| Barbados                          | Polinesia francese 3, 4, 7            | Maldive 5                                                            |
| Belize                            | Guam 2, 6, 7                          | Mauritius                                                            |
| Isole Vergini Britanniche 3, 4, 7 | Kiribati 1                            | São Tomé e Príncipe 6                                                |
| Cuba 6                            | Isole Marshall                        | Seychelles                                                           |
| Dominica                          | Nauru                                 | Singapore 6                                                          |
| Rep. Dominicana 5                 | Nuova Caledonia 3, 4, 7               |                                                                      |
| Grenada                           | Niue 7                                |                                                                      |
| Guyana                            | Isole Marianne Settentrionali 3, 6, 7 |                                                                      |
| Haiti 1                           | Palau                                 |                                                                      |
| Giamaica                          | Papua Nuova Guinea                    |                                                                      |
| Montserrat 3, 7                   | Samoa                                 |                                                                      |
| Antille Olandesi 2, 5, 7          | Isole Salomone 1                      |                                                                      |
| Porto Rico 3, 5, 7                | Timor Est 1, 3, 5                     |                                                                      |
| Saint Kitts e Nevis               | Tonga                                 |                                                                      |
| Saint Lucia                       | Tuvalu 1                              |                                                                      |
| Saint Vincent e Grenadine         | Vanuatu                               |                                                                      |
| Suriname                          |                                       |                                                                      |
| Trinidad e Tobago                 |                                       |                                                                      |
| Isole Vergini Americane 2, 6, 7   |                                       |                                                                      |

LEGENDA

1. Elencato anche come paese meno sviluppato

2. Osservatore dell'Alleanza dei piccoli Stati insulari

3. Né membro né osservatore dell'Alleanza dei piccoli Stati insulari

4. Membro associato di un organismo di cooperazione regionale

5. Osservatore di un organismo di cooperazione regionale

6. Né membro né osservatore di un organismo di cooperazione regionale

7. Non è membro delle Nazioni Unite